# Estación de Fort d'Aubervilliers
La estación de Fort d'Aubervilliers es una estación del metro de París situada al noreste de la capital, en la ciudad de Aubervilliers. Forma parte de la línea 7. 

## Historia
Fue inaugurada el 4 de octubre de 1979 con la prolongación de la línea 7 hacía Aubervilliers. Debe su nombre al fuerte de Aubervilliers, una antigua fortificación encarga de proteger la ciudad de París.

## Descripción
Se compone de dos andenes y de dos vías, una en cada sentido. No sigue el diseño en bóveda de túnel optando por unas paredes rectas y un techo plano. Combina azulejos blancos y naranja. Como sucede en muchas estaciones de la línea 4 existe un separador entre ambas vías.